# Штићеник (филм из 1973)
„Штићеник” је југословенски ТВ филм из 1973. године. Режирао га је Ђорђе Кадијевић који је написао и сценарио за филм, према прози Михаел и његов рођак из збирке приповедака Бунар у тамној шуми Филипа Давида. Филм је први у Кадијевићевој мини-серији Циклус: Фантастика.
Филм се фокусира на младића који покушава да пронађе уточиште у психијатријској болници док га прогони мистериозни човек. Кадијевић описује филм као „нетипичног представника хорор жанра“ и „филм тематски повезан са фантазијом [...] у којем је очигледан психолошки приступ теми“.

## Радња
Младић трчи кроз пустару, бежећи од непознатог прогонитеља са црним плаштом и шеширом. У бегу пролази поред срушеног оголелог стабла. Доспева пред душевну болницу и моли доктора да га прими. Представља се као Михаел и одбија да пружи друге информације о себи или о свом прогонитељу. Одбацује сугестије лекара да је можда ментално болестан и верује да му није потребно лечење, већ заштита. Иако је лекар испрва скептичан, присутан је трачак сумње јер је и сам приметио, или мисли да је приметио, некога ко је пратио младића до саме болнице. Младићева параноја и страх се наизглед погоршавају. На зиду своје собе црта срушено стабло идентично оном поред ког је протрчао.
Током шетње лекар наилази на младићевог прогонитеља, који се представља као његов старатељ. Он захтева да Михаел буде враћен, али лекар игнорише захтев, сматрајући да је младићу неопходан психијатријски третман. Враћајући се до болнице, говори Михаелу да је време да га пребаце у другу установу. Док иду ходником, Михаел одједном отвара прозор и искаче, извршивши самоубиство. Током следеће шетње, лекар поново наилази на младићевог прогонитеља, и информише га да је његов штићеник мртав. Прогонитељ одговара да је свестан и да је лекар крив за његову смрт. У последњој сцени поред обореног стабла пролази погребна кочија, чији је кочијаш прогонитељ.

## Улоге
| Глумац                | Улога                    |
| --------------------- | ------------------------ |
| Милан Цаци Михаиловић | Михаел                   |
| Бранко Плеша          | Лекар у болници          |
| Душан Јанићијевић     | Човек са плаштом         |
| Тома Курузовић        | Болничар                 |
| Љубомир Ћипранић      | Никола, портир у болници |
| Светлана Благојевић   |                          |
| Надежда Вукићевић     |                          |
| Дамјан Клашња         |                          |
| Богдан Јакуш          |                          |